# Sericanthe trilocularis
Sericanthe trilocularis là một loài thực vật có hoa trong họ Thiến thảo. Loài này được (Scott-Elliot) Robbr. miêu tả khoa học đầu tiên năm 1978.